# EXF Plus
EXF Plus는 TRA media에서 운영하고 있으며 태국, 중국, 중국대만 등 여러 국가의 글로벌 콘텐츠를 소개하는 채널이다.
EXF Plus는 익스트림 예능을 선보이고 자체제작 프로그램, 외국 콘텐츠와 국내 콘텐츠를 수급하여 송출하고 있다. 현재는 채널S로 이름이 바뀐 상태이다.

## 주요 프로그램
국내 사극 드라마를 주축으로 태국 인기 사극, 중국 정통 무협 사극 등을 편성하고 있으며, 그 외에는 국내·시사 교양프로그램을 방영하고 있다.
- 가치드세요리
- 모험왕
- 여행홀릭
- 크래블 투게더
- 오늘 어디서 자요
- 애상량개아